# Sanford (série de televisão)
Sanford foi uma sitcom norte-amerciana, exibida pela rede NBC de 1980 a 1981, remake da série de sucesso Sanford and Son (1972-1977).